# Цә
Цә – dwuznak cyrylicy wykorzystywany w zapisie języka abchaskiego. Oznacza dźwięk [ʨʷʰ], czyli uwargowioną spółgłoskę zwarto-szczelinową dziąsłowo-podniebienną bezdźwięczną z przydechem.

## Kodowanie
| Forma     | Wygląd | Części składowe | Części składowe |
| --------- | ------ | --------------- | --------------- |
| majuskuła | Цә     | U+0426 Ц        | U+04D9 ә        |
| minuskuła | цә     | U+0446 ц        | U+04D9 ә        |